# Eugnosta ochrolemma
Eugnosta ochrolemma es una especie de polilla de la tribu Cochylini, familia Tortricidae.
Fue descrita científicamente por Razowski en 1986.

## Distribución
Se encuentra en México (Coahuila).